# Eve Zaremba
Eve Zaremba (ur. 1930 w Kaliszu) – kanadyjska pisarka, autorka powieści sensacyjnych w tym cyklu detektywistycznego, w którym główna bohaterka Helen Keremos jest zdeklarowaną lesbijką.

## Życiorys
Urodziła się jako Ewa Zaremba w Kaliszu, po wybuchu II wojny światowej emigrowała do Wielkiej Brytanii. Resztę dzieciństwa spędziła w Szkocji i Anglii, w 1952 wyjechała do Kanady. W 1963 ukończyła studia na Uniwersytecie w Toronto.
Poza pisarstwem zaangażowała się w tworzenie Broadside, A Feminist Review, jednej z pierwszych dużych publikacji o lesbijkach w Kanadzie opublikowanej przez Lesbian Organization of Toronto. Pracowała również w agencjach reklamowych, marketingu, obrocie nieruchomościami i wydawnictwach, a także była właścicielem antykwariatu księgarskiego.

## Twórczość

### Powieści
- A Reason to Kill (1978);
- Work for a Million (1986);
- Beyond Hope (1987);
- Uneasy Lies (1990);
- The Butterfly Effect (1994);
- White Noise (1997).

### Literatura faktu
- Privilege of Sex: A Century of Canadian Women (1972).